# Angela Bettis
Angela Marie Bettis és una actriu, guionista i directora de cinema i televisió nord-americana.
Angela Bettis va néixer a Austin (Texas, EUA) el 9 de gener de 1973 i es va graduar a l'institut Westlake de la mateixa localitat. Instants després accedí a anar a l'Acadèmia d'Art dramàtic i Musical de Nova York on es va graduar. Va debutar al cinema protagonitzant Storia di una capinera de Franco Zeffirelli, malgrat això no fou fins al 1999 on aconseguí un paper juntament amb Angelina Jolie en el film "Innocència interrompuda", l'any 2002 aconseguí el premi a Millor actriu del Festival de Sitges gràcies a la seva interpretació a la pel·lícula "May" amb el qual aconseguí cridar l'atenció dintre del món cinematogràfic i se l'ha anomenada com a nova "reina dels xiscles" amb films com "Carrie" (2002, versió televisiva), "Els assassinats de la caixa d'eines" (Toolbox Murders, 2004) També ha protagonitzat un dels capítols de "Masters of horror" titulat "Sick Girl" (2006), on compareixia amb un rol semblant al de "May".

## Filmografia
- The Weird Kidz (2021)
- Ghosts of the Ozarks (2021)
- 12 Hour Shift (2020)
- Our Little Secret (2017)
- Sinister (2012)
- Legs (2011)
- The Woman (2011)
- My Alien Mother (2010)
- All My Friends Are Funeral Singers (2010)
- Drones (2010)
- Blue Like You (2008)
- Wicked Lake (2008)
- Scar (2007)
- When Is Tomorrow (2007)
- Roman (2006)
- Brew (2006)
- The Woods (2006) (veu)
- The Circle (2005)
- Els darrers dies d'Amèrica (2005)
- Els assassinats de la caixa d'eines (2004)
- May (2003)
- Hollywould (2003)
- Lovindapocalypse 3 (2003)
- Lovindapocalypse 2 (2003)
- Carrie (2002)
- Coastlines (2002)
- Love Rome (2002)
- People Are Dead (2002) (Broadway)
- Vallen (2001)
- Perfume (2001)
- Lovindapocalypse (2001)
- Bless the Child (2000)
- Innocència interrompuda (1999)
- The Last Best Sunday (1999)
- Storia di una capinera (1993)